# Vittal
 Vittal  là một thị trấn ở miền Nam bang Karnataka, Ấn Độ.